# Pontocrates arcticus
Pontocrates arcticus är en kräftdjursart som beskrevs av Sars 1895. Pontocrates arcticus ingår i släktet Pontocrates och familjen Oedicerotidae. Inga underarter finns listade i Catalogue of Life.